# Black Heart Inertia
«Black Heart Inertia» es el vigésimo y primer sencillo del nuevo álbum compilatorio Monuments and Melodies de la banda estadounidense de rock Incubus. 

## Posicionamiento
| Listas (2009)                        | Posición más alta |
| ------------------------------------ | ----------------- |
| Billboard Hot Mainstream Rock Tracks | 34                |
| Billboard Hot Modern Rock Tracks     | 7                 |